# 汉密吉伊坦山
漢密吉伊坦山（Mount Hamiguitan）位於菲律賓棉蘭老島東南部的東達沃省，最高點海拔1,637公尺。該地區以豐富的動植物資源而聞名於世，包括菲律賓國鳥食猿雕以及多種豬籠草，後者當中漢密吉伊坦山豬籠草、盾葉毛豬籠草、小瓮豬籠草等為當地特有種。該山保育林面積約為2,000公頃，此林地的土質為超鎂鐵質土壤，有布滿百年古樹的矮林，其中有許多瀕危與特有動植物。
2014年，漢密吉伊坦山野生生物保護區被聯合國教科文組織列為世界遺產，成為棉蘭老島的第一個，菲律賓第六個世界遺產。

## 簡介
漢密吉伊坦山位於菲律賓棉蘭老島東南方的普哈達半島（Pujada Peninsula），其山脈走向為南北向，行政區域屬於東達沃省。菲律賓政府在2004年7月通過第9303號法案《漢密吉伊坦山脈野生生物保護區法》，對於該區域之野生生物給予保護。野生生物保護區海拔介於75至1,637公尺之間，共有1,380個物種，其中的341種為菲律賓特有物種，其中包括極度瀕危的物種，如具有特殊象徵性意義的菲律賓國鳥食猿鵰和菲律賓鳳頭鸚鵡。
漢密吉伊坦山野生生物保護區除了當地的原住民（小於100人）、以及部分科學研究人員之外，目前不允許一般遊客進入該保護區。

### 動物

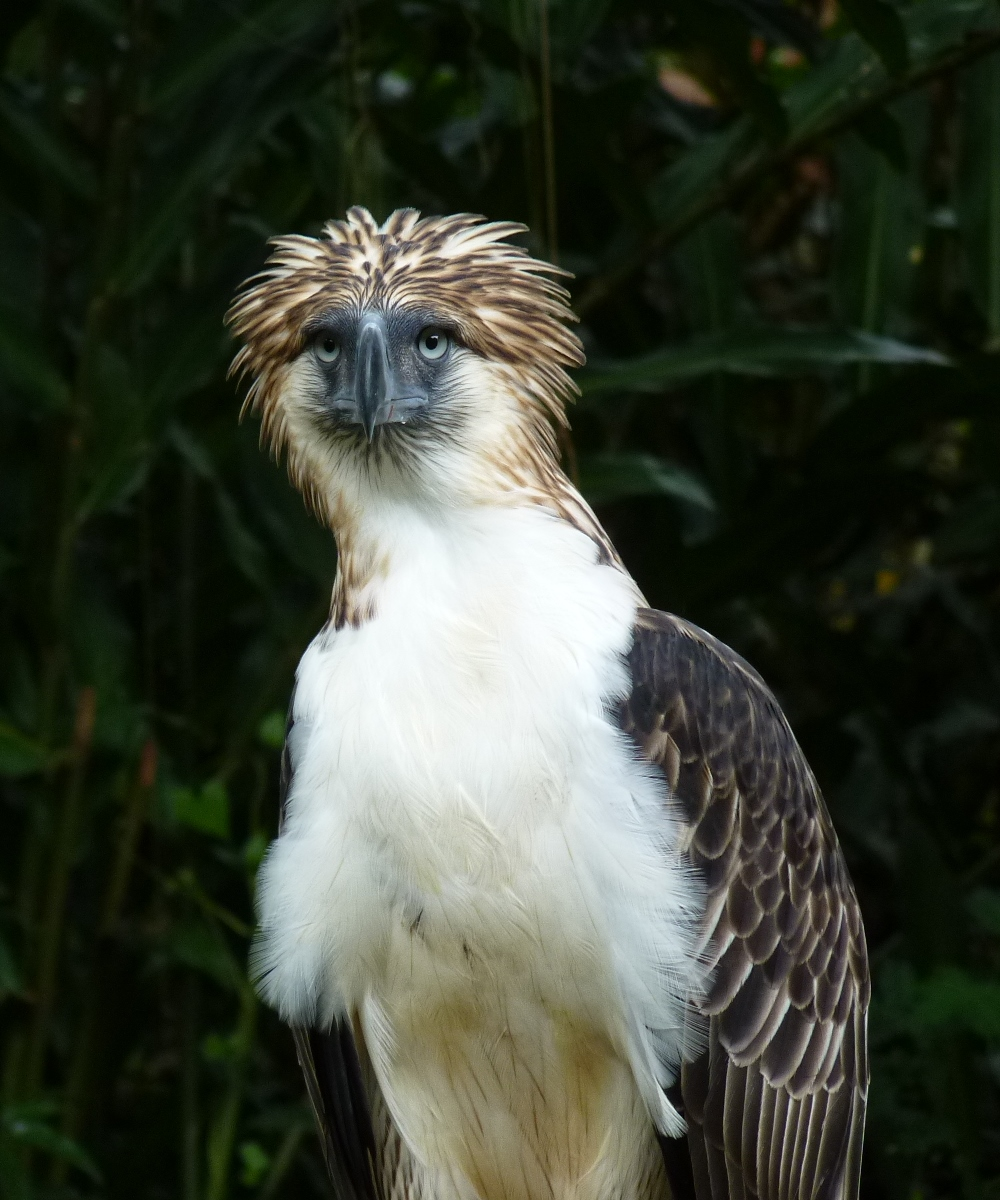
食猿鵰

國際自然保護聯盟瀕危物種紅色名錄登錄了此地區至少11種瀕危動物，另根據菲律賓農林及自然資源與發展委員會的報告，漢密吉伊坦山棲息5種瀕危物種、27種稀有物種、44種特有物種和59種重要經濟物種。漢密吉伊坦山之特色動物包括：
- 食猿鵰（學名：Pithecophaga jefferyi）
- 菲律賓鳳頭鸚鵡（學名：Cacatua haematuropygia）
- 鬃毛利齒狐蝠（學名：Acerodon jubatus）
- 暗色蹄蝠（英语：Philippine forest roundleaf bat）
- 菲律賓眼鏡猴（英语：Philippine tarsier）
- 菲律賓疣豬（英语：Philippine warty pig）
- 菲律賓棕鹿（英语：Philippine deer）
- 簡果蝠（學名：Haplonycteris fischeri）
- 椰子貓（學名：Paradoxurus hermaphroditus）
- 棕耳裸果鳩（英语：Tawitawi brown dove）
- 斑嘴犀鳥（學名：Penelopides panini）
- 阿齊氏太陽鳥（英语：Grey-hooded sunbird）
- 巨角鴞（學名：Mimizuku gurneyi）

### 植物

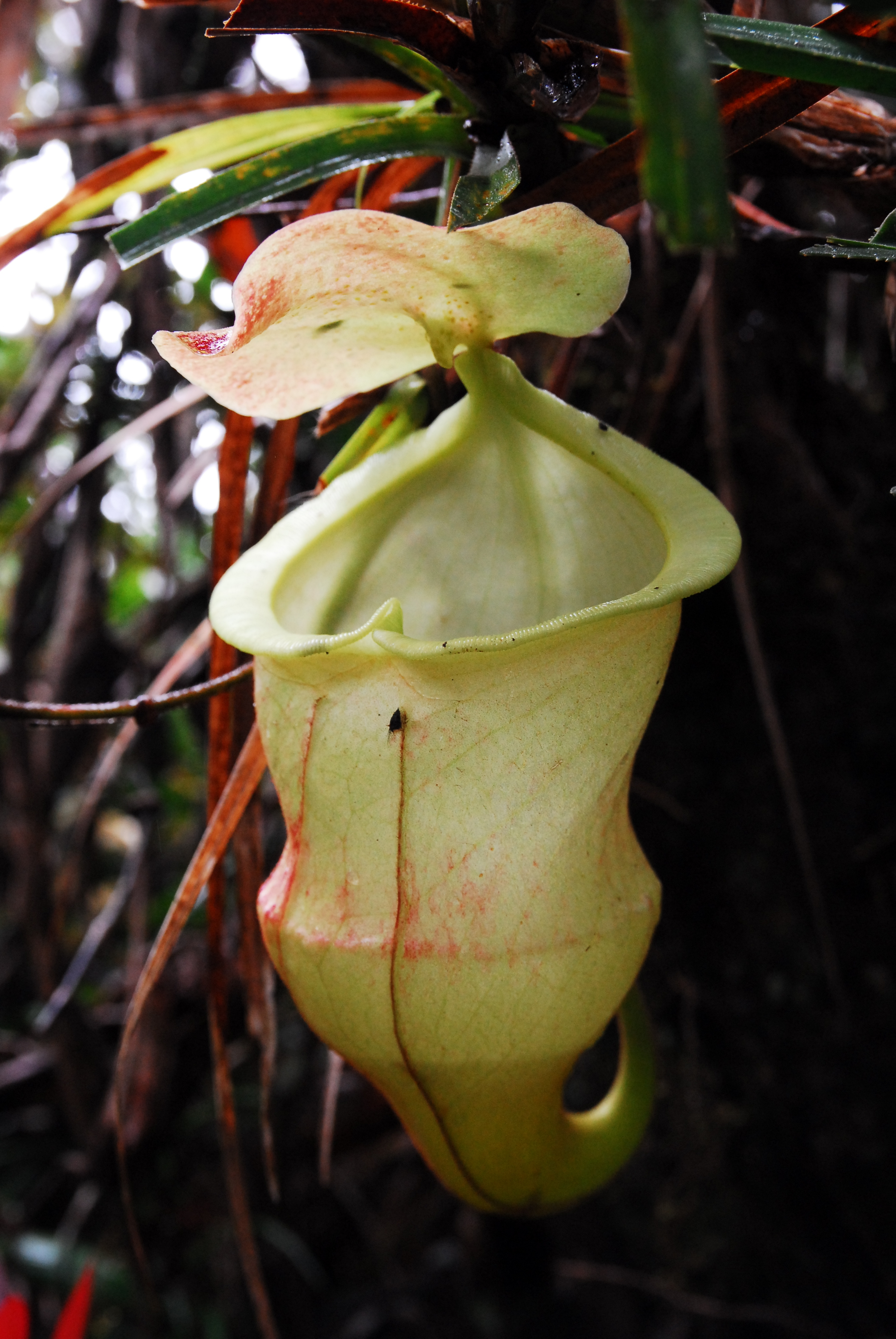
漢密吉伊坦山豬籠草

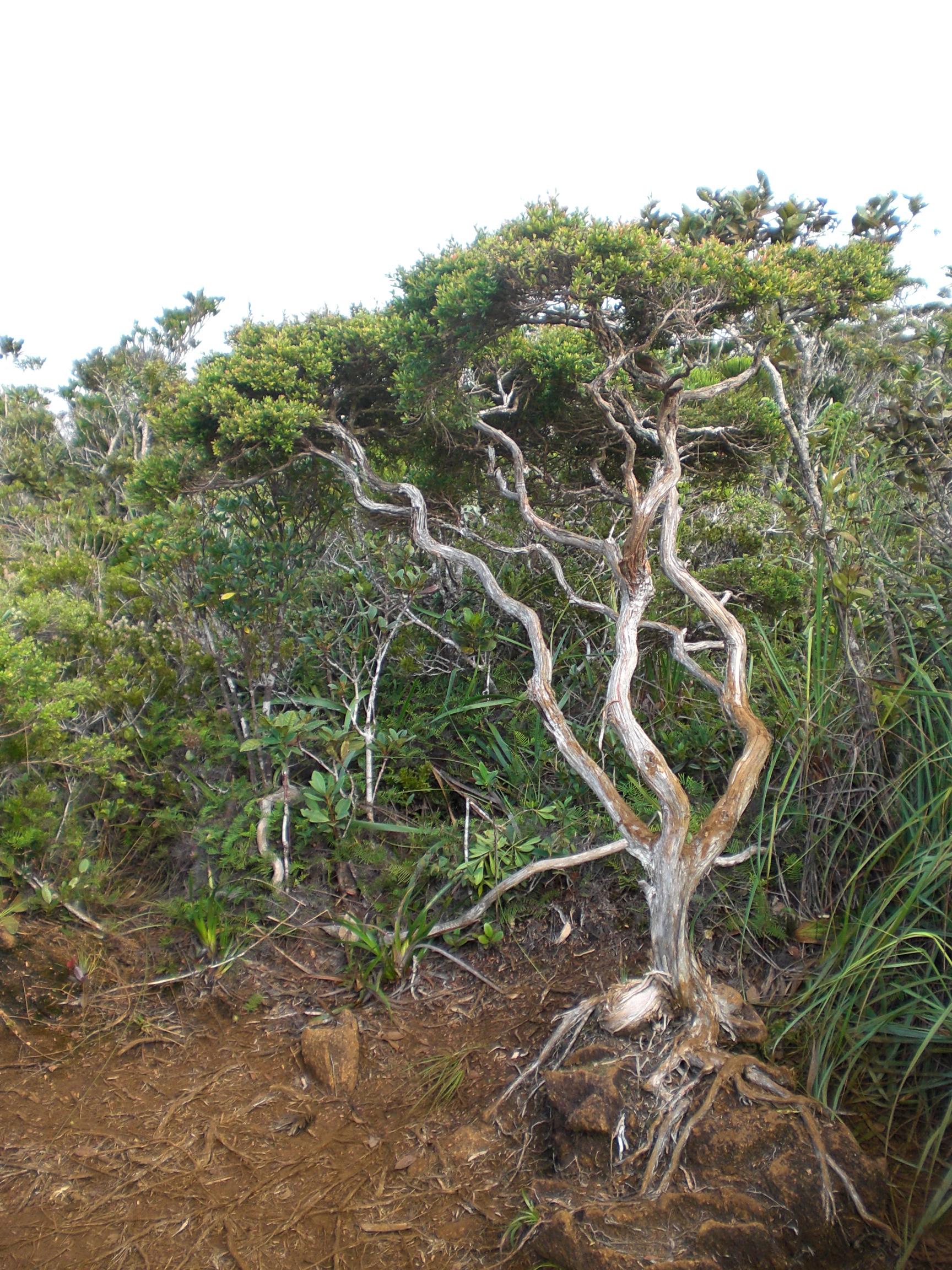
漢密吉伊坦山的矮林

漢密吉伊坦山的植物種類相當豐富，包括山地森林植物462種、龍腦香森林338種、雲霧森林植物246種。另外還有45種蘭花，其中23種僅出現於菲律賓。漢密吉伊坦山之特色植物包括：
- 漢密吉伊坦山豬籠草（學名：Nepenthes hamiguitanensis）[11]
- 盾葉毛豬籠草（學名：Nepenthes peltata）[12]
- 小瓮豬籠草（學名：Nepenthes micramphora）[12]
- 贾斯汀猪笼草（學名：Nepenthes justinae）[13]
- 翼狀豬籠草（學名：Nepenthes alata）[12]
- 登吉紅柳桉（學名：Shorea polysperma）
- 亞德拖鞋蘭（英语：Paphiopedilum adductum）

## 世界遺產登錄
漢密吉伊坦山在2008年9月被菲律賓列入世界遺產預備名單，當時是漢密吉伊坦山與阿波火山一起以《阿波火山與漢密吉伊坦山：棉蘭老島的原生生物保護區》名稱登錄。2009年12月，菲律賓政府將阿波火山與漢密吉伊坦山兩者拆分成不同的保護區，根據生物多樣性的價值評估，最後選定漢密吉伊坦山向世界遺產委員會呈報。
2012年10月國際自然保護聯盟（IUCN）赴現地進行勘查，於2013年4月提出報告:55。報告內容指出了該地點之生物多樣性已符合世界遺產的登錄標準，但由於保護範圍界定不夠周全，建議為「延後登錄」:58-61，該建議亦被2013年舉行之第37屆世界遺產委員會所採納。
菲律賓政府根據IUCN的意見進行修正，並於2014年1月提出修正版本，IUCN複查後建議為「登錄」:17-19。同年7至8月，第38屆世界遺產委員會於卡達首都杜哈召開，「漢密吉伊坦山野生生物保護區」經大會通過，成為菲律賓第六個世界遺產。
该世界遗产被认为满足世界遺產登錄基準中的以下基準而予以登錄：
- （x）拥有最重要及显著的多元性生物自然生态栖息地，包含从保育或科学的角度来看，符合普世价值的濒临绝种动物种。

| 世界遺產編號 | 名稱                       | 所在地                     | 保護範圍      | 緩衝範圍     |
| ------------ | -------------------------- | -------------------------- | ------------- | ------------ |
| 1403rev      | 漢密吉伊坦山野生生物保護區 | 6°43'1.81"N 126°10'24.35"E | 16,923.07公頃 | 9,729.47公頃 |